# Lista foștilor membri ai Camerei Reprezentanților Statelor Unite ale Americii: M
Această este o listă a foștilor membri ai Camerei Reprezentanților Statelor Unite ale Americii al căror nume de familie începe cu litera M.
| Reprezentant                 | Ani                             | Stat           | Partid                        |
| ---------------------------- | ------------------------------- | -------------- | ----------------------------- |
| Melvin Maas                  | 1927-1933, 1935-1945            | Minnesota      | Republican                    |
| John MacCrate                | 1919-1920                       | New York       | Republican                    |
| John L. MacDonald            | 1887-1889                       | Minnesota      | Democrat                      |
| Torbert Macdonald            | 1955-1976                       | Massachusetts  | Democrat                      |
| William Josiah MacDonald     | 1913-1915                       | Michigan       | Progresist                    |
| Clinton D. MacDougall        | 1873-1877                       | New York       | Republican                    |
| Clark MacGregor              | 1961-1971                       | Minnesota      | Republican                    |
| Hervey Machen                | 1965-1969                       | Maryland       | Democrat                      |
| Thaddeus M. Machrowicz       | 1951-1961                       | Michigan       | Democrat                      |
| Ronald Machtley              | 1989-1995                       | Rhode Island   | Republican                    |
| Connie Mack III              | 1983-1989                       | Florida        | Republican                    |
| Russell V. Mack              | 1947-1960                       | Washington     | Republican                    |
| Buddy MacKay                 | 1983-1989                       | Florida        | Democrat                      |
| John C. Mackie               | 1965-1967                       | Michigan       | Democrat                      |
| George MacKinnon             | 1947-1949                       | Minnesota      | Republican                    |
| Robert B. Macon              | 1903-1913                       | Arkansas       | Democrat                      |
| W. Kingsland Macy            | 1947-1951                       | New York       | Republican                    |
| Ray J. Madden                | 1943-1977                       | Indiana        | Democrat                      |
| James Madison                | 1789-1797                       | Virginia       | Democrat-Republican           |
| Donald H. Magnuson           | 1953-1963                       | Washington     | Democrat                      |
| Warren G. Magnuson           | 1937-1944                       | Washington     | Democrat                      |
| Patrick Magruder             | 1805-1807                       | Maryland       | Democrat-Republican           |
| John A. Maguire              | 1909-1915                       | Nebraska       | Democrat                      |
| George H. Mahon              | 1935-1979                       | Texas          | Democrat                      |
| Verner Main                  | 1935-1937                       | Michigan       | Republican                    |
| Denise Majette               | 2003-2005                       | Georgia        | Democrat                      |
| Thomas Jefferson Majors      | 1878-1879                       | Nebraska       | Republican                    |
| Francis Malbone              | 1793-1795                       | Rhode Island   | Pro-Administrație             |
| Francis Malbone              | 1795-1797                       | Rhode Island   | Federalist                    |
| Richard W. Mallary           | 1972-1975                       | Vermont        | Republican                    |
| Rollin C. Mallary            | 1820-1825                       | Vermont        | Democrat-Republican           |
| Rollin C. Mallary            | 1825-1831                       | Vermont        | Național Republican           |
| Rufus Mallory                | 1867-1869                       | Oregon         | Republican                    |
| Stephen Mallory II           | 1891-1895                       | Florida        | Democrat                      |
| James H. Maloney             | 1997-2003                       | Connecticut    | Democrat                      |
| Mike Mansfield               | 1943-1953                       | Montana        | Democrat                      |
| Thomas J. Manton             | 1985-1999                       | New York       | Democrat                      |
| Carl E. Mapes                | 1913-1939                       | Michigan       | Republican                    |
| John Hartwell Marable        | 1825-1829                       | Tennessee      | Democrat                      |
| Vito Marcantonio             | 1935-1937                       | New York       | Republican                    |
| Vito Marcantonio             | 1939-1951                       | New York       | American Muncitoresc          |
| Marjorie Margolies-Mezvinsky | 1993-1995                       | Pennsylvania   | Democrat                      |
| E. W. Marland                | 1933-1935                       | Oklahoma       | Democrat                      |
| Ron Marlenee                 | 1977-1993                       | Montana        | Republican                    |
| Turner M. Marquette          | 1867                            | Nebraska       | Republican                    |
| George W. L. Marr            | 1817-1819                       | Tennessee      | Democrat-Republican           |
| Dan Marriott                 | 1977-1985                       | Utah           | Republican                    |
| John H. Marsalis             | 1949-1951                       | Colorado       | Democrat                      |
| Charles Marsh                | 1815-1817                       | Vermont        | Federalist                    |
| George Perkins Marsh         | 1843-1849                       | Vermont        | Whig                          |
| Fred Marshall                | 1949-1963                       | Minnesota      | Democrat-Țărănist-Muncitoresc |
| Thomas Frank Marshall        | 1901-1909                       | North Dakota   | Republican                    |
| Barclay Martin               | 1845-1847                       | Tennessee      | Democrat                      |
| Charles Henry Martin         | 1931-1935                       | Oregon         | Democrat                      |
| David O'Brien Martin         | 1981-1993                       | New York       | Republican                    |
| David T. Martin              | 1959-1974                       | Nebraska       | Republican                    |
| Eben Martin                  | 1901-1907, 1908-1915            | South Dakota   | Republican                    |
| Edward L. Martin             | 1879-1883                       | Delaware       | Democrat                      |
| John Andrew Martin           | 1909-1913, 1933-1939            | Colorado       | Democrat                      |
| Joseph William Martin, Jr.   | 1925-1967                       | Massachusetts  | Republican                    |
| Robert N. Martin             | 1825-1827                       | Maryland       | Național Republican           |
| Thomas E. Martin             | 1939-1955                       | Iowa           | Republican                    |
| Matthew G. Martinez          | 1982-2000                       | California     | Democrat                      |
| Matthew G. Martinez          | 2000-2001                       | California     | Republican                    |
| William J. Martini           | 1995-1997                       | New Jersey     | Republican                    |
| Frank Mascara                | 1995-2003                       | Pennsylvania   | Democrat                      |
| James B. Mason               | 1815-1819                       | Rhode Island   | Federalist                    |
| John T. Mason                | 1841-1843                       | Maryland       | Democrat                      |
| Zachary D. Massey            | 1910-1911                       | Tennessee      | Republican                    |
| Sam C. Massingale            | 1935-1941                       | Oklahoma       | Democrat                      |
| Charles Mathias, Jr.         | 1961-1969                       | Maryland       | Republican                    |
| Bob Matsui                   | 1979-2005                       | California     | Democrat                      |
| Spark Matsunaga              | 1963-1977                       | Hawaii         | Democrat                      |
| Donald Ray Matthews          | 1953-1967                       | Florida        | Democrat                      |
| William Matthews             | 1797-1799                       | Maryland       | Federalist                    |
| John Mattocks                | 1821-1823                       | Vermont        | Democrat-Republican           |
| John Mattocks                | 1825-1827                       | Vermont        | Național Republican           |
| John Mattocks                | 1841-1843                       | Vermont        | Whig                          |
| Abram Poindexter Maury       | 1835-1837                       | Tennessee      | Național Republican           |
| Abram Poindexter Maury       | 1837-1839                       | Tennessee      | Whig                          |
| Nicholas Mavroules           | 1979-1993                       | Massachusetts  | Democrat                      |
| Augustus Maxwell             | 1853-1857                       | Florida        | Democrat                      |
| Samuel Maxwell               | 1897-1899                       | Nebraska       | Populist                      |
| Catherine Dean May           | 1959-1971                       | Washington     | Republican                    |
| Henry May                    | 1853-1855                       | Maryland       | Democrat                      |
| Henry May                    | 1861-1863                       | Maryland       | Unionist                      |
| William C. Maybury           | 1883-1887                       | Michigan       | Democrat                      |
| Horace Maynard               | 1857-1859                       | Tennessee      | American                      |
| Horace Maynard               | 1859-1861                       | Tennessee      | Opoziționist                  |
| Horace Maynard               | 1861-1863                       | Tennessee      | Unionist                      |
| Horace Maynard               | 1866-1867                       | Tennessee      | Unionist Necondițional        |
| Horace Maynard               | 1867-1875                       | Tennessee      | Republican                    |
| Dannite H. Mays              | 1909-1913                       | Florida        | Democrat                      |
| James Henry Mays             | 1915-1921                       | Utah           | Democrat                      |
| Romano Mazzoli               | 1971-1995                       | Kentucky       | Democrat                      |
| Clifton N. McArthur          | 1915-1923                       | Oregon         | Republican                    |
| John R. McBride              | 1863-1865                       | Oregon         | Republican                    |
| John McCain                  | 1983-1987                       | Arizona        | Republican                    |
| John E. McCall               | 1895-1897                       | Tennessee      | Republican                    |
| Eugene McCarthy              | 1949-1959                       | Minnesota      | Democrat-Țărănist-Muncitoresc |
| John J. McCarthy             | 1903-1907                       | Nebraska       | Republican                    |
| Karen McCarthy               | 1995-2005                       | Missouri       | Democrat                      |
| James McCleary               | 1893-1907                       | Minnesota      | Republican                    |
| Abraham McClellan            | 1837-1843                       | Tennessee      | Democrat                      |
| John L. McClellan            | 1935-1939                       | Arkansas       | Democrat                      |
| Robert McClelland            | 1843-1849                       | Michigan       | Democrat                      |
| James V. McClintic           | 1915-1935                       | Oklahoma       | Democrat                      |
| Frank McCloskey              | 1983-1995                       | Indiana        | Democrat                      |
| Paul Pete McCloskey          | 1967-1983                       | California     | Republican                    |
| James A. McClure             | 1967-1973                       | Idaho          | Republican                    |
| John Y. McCollister          | 1971-1977                       | Nebraska       | Republican                    |
| Bill McCollum                | 1981-2001                       | Florida        | Republican                    |
| Louis E. McComas             | 1883-1891                       | Maryland       | Republican                    |
| Anson G. McCook              | 1877-1883                       | New York       | Republican                    |
| Jim Nance McCord             | 1943-1945                       | Tennessee      | Democrat                      |
| John W. McCormack            | 1928-1971                       | Massachusetts  | Democrat                      |
| Mike McCormack               | 1971-1981                       | Washington     | Democrat                      |
| Washington J. McCormick      | 1921-1923                       | Montana        | Republican                    |
| Robert M. McCracken          | 1915-1917                       | Idaho          | Republican                    |
| William W. McCredie          | 1909-1911                       | Washington     | Republican                    |
| William McCreery             | 1803-1809                       | Maryland       | Democrat-Republican           |
| Philip D. McCulloch, Jr.     | 1893-1903                       | Arkansas       | Democrat                      |
| Hiram McCullough             | 1865-1869                       | Maryland       | Democrat                      |
| Dave McCurdy                 | 1981-1995                       | Oklahoma       | Democrat                      |
| James C. McDearmon           | 1893-1897                       | Tennessee      | Democrat                      |
| Jack H. McDonald             | 1967-1973                       | Michigan       | Republican                    |
| John McDonald                | 1897-1899                       | Maryland       | Republican                    |
| Larry McDonald               | 1975-1983                       | Georgia        | Democrat                      |
| Harris B. McDowell, Jr.      | 1955-1957, 1959-1967            | Delaware       | Democrat                      |
| Robert C. McEwen             | 1965-1981                       | New York       | Republican                    |
| William McFarland            | 1875-1877                       | Tennessee      | Democrat                      |
| Donald McGinley              | 1959-1961                       | Nebraska       | Democrat                      |
| George McGovern              | 1957-1961                       | South Dakota   | Democrat                      |
| Jonas H. McGowan             | 1877-1881                       | Michigan       | Republican                    |
| Raymond J. McGrath           | 1981-1993                       | New York       | Republican                    |
| Bird S. McGuire              | 1907-1915                       | Oklahoma       | Republican                    |
| Paul F. McHale, Jr.          | 1993-1999                       | Pennsylvania   | Democrat                      |
| Matthew F. McHugh            | 1975-1993                       | New York       | Democrat                      |
| Scott McInnis                | 1993-2005                       | Colorado       | Republican                    |
| William W. McIntire          | 1897-1899                       | Maryland       | Republican                    |
| David M. McIntosh            | 1995-2001                       | Indiana        | Republican                    |
| Robert J. McIntosh           | 1957-1959                       | Michigan       | Republican                    |
| John J. McIntyre             | 1941-1943                       | Wyoming        | Democrat                      |
| William M. McKaig            | 1891-1895                       | Maryland       | Democrat                      |
| K. Gunn McKay                | 1971-1981                       | Utah           | Democrat                      |
| William A. McKeighan         | 1891-1895                       | Nebraska       | Populist                      |
| Kenneth McKellar             | 1911-1917                       | Tennessee      | Democrat                      |
| Tom D. McKeown               | 1917-1921, 1923-1935            | Oklahoma       | Democrat                      |
| Mike McKevitt                | 1971-1973                       | Colorado       | Republican                    |
| Alexander McKim              | 1809-1815                       | Maryland       | Democrat-Republican           |
| Isaac McKim                  | 1823-1825                       | Maryland       | Democrat-Republican           |
| Isaac McKim                  | 1833-1838                       | Maryland       | Democrat                      |
| William McKinley             | 1877-1884, 1885-1891            | Ohio           | Republican                    |
| Cynthia McKinney             | 1993-2003, 2005-2007            | Georgia        | Democrat                      |
| Stewart McKinney             | 1971-1987                       | Connecticut    | Republican                    |
| Martin B. McKneally          | 1969-1971                       | New York       | Republican                    |
| Louis McLane                 | 1817-1825                       | Delaware       | Federalist                    |
| Louis McLane                 | 1825-1827                       | Delaware       | Democrat                      |
| Robert Milligan McLane       | 1847-1851, 1879-1883            | Maryland       | Democrat                      |
| Charles F. McLaughlin        | 1935-1943                       | Nebraska       | Democrat                      |
| James C. McLaughlin          | 1907-1932                       | Michigan       | Republican                    |
| Melvin O. McLaughlin         | 1919-1927                       | Nebraska       | Republican                    |
| Clarence J. McLeod           | 1920-1921, 1923-1937, 1939-1941 | Michigan       | Republican                    |
| John L. McMillan             | 1939-1973                       | South Carolina | Democrat                      |
| Tom McMillen                 | 1987-1993                       | Maryland       | Democrat                      |
| Benton McMillin              | 1879-1899                       | Tennessee      | Democrat                      |
| Henry McMorran               | 1903-1913                       | Michigan       | Republican                    |
| Chester B. McMullen          | 1951-1953                       | Florida        | Democrat                      |
| James F. McNulty, Jr.        | 1983-1985                       | Arizona        | Democrat                      |
| Thomas C. McRae              | 1885-1903                       | Arkansas       | Democrat                      |
| Sam D. McReynolds            | 1923-1939                       | Tennessee      | Democrat                      |
| John A. McShane              | 1887-1889                       | Nebraska       | Democrat                      |
| Clem McSpadden               | 1973-1975                       | Oklahoma       | Democrat                      |
| William E. McVey             | 1951-1958                       | Illinois       | Republican                    |
| Roy H. McVicker              | 1965-1967                       | Colorado       | Democrat                      |
| James Meacham                | 1849-1855                       | Vermont        | Whig                          |
| James Meacham                | 1855-1856                       | Vermont        | Opoziționist                  |
| Hugh Meade                   | 1947-1949                       | Maryland       | Democrat                      |
| George Meader                | 1951-1965                       | Michigan       | Republican                    |
| Ezra Meech                   | 1819-1821                       | Vermont        | Democrat-Republican           |
| Ezra Meech                   | 1825-1827                       | Vermont        | Democrat                      |
| Lloyd Meeds                  | 1965-1979                       | Washington     | Democrat                      |
| Carrie P. Meek               | 1993-2003                       | Florida        | Democrat                      |
| George de Rue Meiklejohn     | 1893-1897                       | Nebraska       | Republican                    |
| John Melcher                 | 1969-1977                       | Montana        | Democrat                      |
| David B. Mellish             | 1873-1874                       | New York       | Republican                    |
| Bob Menendez                 | 1993-2006                       | New Jersey     | Democrat                      |
| David Henry Mercer           | 1893-1903                       | Nebraska       | Republican                    |
| John Francis Mercer          | 1792-1794                       | Maryland       | Anti-Administrație            |
| William M. Merrick           | 1871-1873                       | Maryland       | Democrat                      |
| Orsamus C. Merrill           | 1817-1820                       | Vermont        | Democrat-Republican           |
| Schuyler Merritt             | 1917-1931, 1933-1937            | Connecticut    | Republican                    |
| Orange Merwin                | 1825-1829                       | Connecticut    | Național Republican           |
| William S. Mesick            | 1897-1901                       | Michigan       | Republican                    |
| Jack Metcalf                 | 1995-2001                       | Washington     | Republican                    |
| Lee Metcalf                  | 1953-1961                       | Montana        | Democrat                      |
| John A. Meyer                | 1941-1943                       | Maryland       | Democrat                      |
| William H. Meyer             | 1959-1961                       | Vermont        | Democrat                      |
| Helen Stevenson Meyner       | 1975-1979                       | New Jersey     | Democrat                      |
| Edward Mezvinsky             | 1973-1977                       | Iowa           | Democrat                      |
| Kweisi Mfume                 | 1987-1996                       | Maryland       | Democrat                      |
| Daniel A. Mica               | 1979-1989                       | Florida        | Democrat                      |
| Bob Michel                   | 1957-1995                       | Illinois       | Republican                    |
| Earl C. Michener             | 1919-1933, 1935-1951            | Michigan       | Republican                    |
| Barbara Mikulski             | 1977-1987                       | Maryland       | Democrat                      |
| Abner Mikva                  | 1969-1973, 1975-1979            | Illinois       | Democrat                      |
| John E. Miles                | 1949-1951                       | New Mexico     | Democrat                      |
| Joshua W. Miles              | 1895-1897                       | Maryland       | Democrat                      |
| Juanita Millender-McDonald   | 1996-2007                       | California     | Democrat                      |
| Arthur L. Miller             | 1943-1959                       | Nebraska       | Republican                    |
| Clarence B. Miller           | 1909-1919                       | Minnesota      | Republican                    |
| Clarence E. Miller           | 1967-1993                       | Ohio           | Republican                    |
| Dan Miller                   | 1993-2003                       | Florida        | Republican                    |
| Edward T. Miller             | 1947-1959                       | Maryland       | Republican                    |
| John E. Miller               | 1931-1937                       | Arkansas       | Democrat                      |
| John F. Miller               | 1917-1931                       | Washington     | Republican                    |
| John Ripin Miller            | 1985-1993                       | Washington     | Republican                    |
| Pleasant M. Miller           | 1809-1811                       | Tennessee      | Democrat-Republican           |
| Thomas E. Miller             | 1890-1891                       | South Carolina | Republican                    |
| Thomas W. Miller             | 1915-1917                       | Delaware       | Republican                    |
| Warner Miller                | 1879-1881                       | New York       | Republican                    |
| William E. Miller            | 1951-1965                       | New York       | Republican                    |
| John J. Milligan             | 1831-1839                       | Delaware       | Whig                          |
| Ogden L. Mills               | 1921-1927                       | New York       | Republican                    |
| Wilbur Mills                 | 1939-1977                       | Arkansas       | Democrat                      |
| William O. Mills             | 1971-1973                       | Maryland       | Republican                    |
| Alfred Milnes                | 1895-1897                       | Michigan       | Republican                    |
| Ahiman L. Miner              | 1851-1853                       | Vermont        | Whig                          |
| Phineas Miner                | 1834-1835                       | Connecticut    | Național Republican           |
| Norman Y. Mineta             | 1975-1995                       | California     | Democrat                      |
| David Minge                  | 1993-2001                       | Minnesota      | Democrat-Țărănist-Muncitoresc |
| Joseph Minish                | 1963-1985                       | New Jersey     | Democrat                      |
| Patsy Mink                   | 1965-1977, 1990-2002            | Hawaii         | Democrat                      |
| Donald J. Mitchell           | 1973-1983                       | New York       | Republican                    |
| George Edward Mitchell       | 1823-1825                       | Maryland       | Democrat-Republican           |
| George Edward Mitchell       | 1825-1827, 1829-1832            | Maryland       | Democrat                      |
| Hugh Mitchell                | 1949-1953                       | Washington     | Democrat                      |
| James Coffield Mitchell      | 1825-1829                       | Tennessee      | Democrat                      |
| John Ridley Mitchell         | 1931-1939                       | Tennessee      | Democrat                      |
| Parren Mitchell              | 1971-1987                       | Maryland       | Democrat                      |
| Joe Moakley                  | 1973-2001                       | Massachusetts  | Democrat                      |
| Seth C. Moffatt              | 1885-1887                       | Michigan       | Republican                    |
| Toby Moffett                 | 1975-1983                       | Connecticut    | Democrat                      |
| Hosea Moffitt                | 1813-1817                       | New York       | Federalist                    |
| Guy Molinari                 | 1981-1989                       | New York       | Republican                    |
| Susan Molinari               | 1989-1997                       | New York       | Republican                    |
| Joseph P. Monaghan           | 1933-1937                       | Montana        | Democrat                      |
| Louis Monast                 | 1927-1929                       | Rhode Island   | Republican                    |
| Frank W. Mondell             | 1895-1897, 1899-1923            | Wyoming        | Republican                    |
| A. S. Mike Monroney          | 1939-1951                       | Oklahoma       | Democrat                      |
| David S. Monson              | 1985-1987                       | Utah           | Republican                    |
| John Montgomery              | 1807-1811                       | Maryland       | Democrat-Republican           |
| Samuel J. Montgomery         | 1925-1927                       | Oklahoma       | Republican                    |
| Sonny Montgomery             | 1967-1997                       | Mississippi    | Democrat                      |
| Joseph Montoya               | 1957-1964                       | New Mexico     | Democrat                      |
| Néstor Montoya               | 1921-1923                       | New Mexico     | Republican                    |
| Malcolm A. Moody             | 1899-1903                       | Oregon         | Republican                    |
| John A. Moon                 | 1897-1921                       | Tennessee      | Democrat                      |
| John W. Moon                 | 1893-1895                       | Michigan       | Republican                    |
| Andrew Moore                 | 1789-1795                       | Virginia       | Anti-Administrație            |
| Andrew Moore                 | 1795-1797, 1804                 | Virginia       | Democrat-Republican           |
| Ely Moore                    | 1835-1839                       | New York       | Democrat                      |
| Nicholas R. Moore            | 1803-1811, 1813-1815            | Maryland       | Democrat-Republican           |
| William R. Moore             | 1881-1883                       | Tennessee      | Republican                    |
| Carlos Moorhead              | 1973-1997                       | California     | Republican                    |
| John H. Morehead             | 1923-1935                       | Nebraska       | Democrat                      |
| Connie Morella               | 1987-2003                       | Maryland       | Republican                    |
| Dick Thompson Morgan         | 1909-1920                       | Oklahoma       | Republican                    |
| Justin Smith Morrill         | 1855-1857                       | Vermont        | Opoziționist                  |
| Justin Smith Morrill         | 1857-1867                       | Vermont        | Republican                    |
| Lewis R. Morris              | 1797-1803                       | Vermont        | Federalist                    |
| Robert P. Morris             | 1897-1903                       | Minnesota      | Republican                    |
| Thomas G. Morris             | 1959-1969                       | New Mexico     | Democrat                      |
| Toby Morris                  | 1947-1953, 1957-1961            | Oklahoma       | Democrat                      |
| Bruce Morrison               | 1983-1991                       | Connecticut    | Democrat                      |
| Sid Morrison                 | 1981-1993                       | Washington     | Republican                    |
| John Morrow                  | 1923-1929                       | New Mexico     | Democrat                      |
| Leopold Morse                | 1877-1885, 1887-1889            | Massachusetts  | Democrat                      |
| Levi P. Morton               | 1879-1881                       | New York       | Republican                    |
| Rogers Morton                | 1963-1971                       | Maryland       | Republican                    |
| Jonathan O. Moseley          | 1805-1821                       | Connecticut    | Federalist                    |
| John E. Moss                 | 1953-1978                       | California     | Democrat                      |
| James W. Mott                | 1933-1945                       | Oregon         | Republican                    |
| Luther W. Mott               | 1911-1923                       | New York       | Republican                    |
| Robert J. Mrazek             | 1983-1993                       | New York       | Democrat                      |
| Sydney Emanuel Mudd I        | 1890-1891, 1897-1911            | Maryland       | Republican                    |
| Sydney Emanuel Mudd II       | 1915-1924                       | Maryland       | Republican                    |
| Frederick Muhlenberg         | 1789-1791                       | Pennsylvania   | Pro-Administrație             |
| Frederick Muhlenberg         | 1791-1795                       | Pennsylvania   | Anti-Administrație            |
| Frederick Muhlenberg         | 1795-1797                       | Pennsylvania   | Democrat-Republican           |
| Peter Muhlenberg             | 1789-1791, 1793-1795            | Pennsylvania   | Anti-Administrație            |
| Peter Muhlenberg             | 1799-1801                       | Pennsylvania   | Democrat-Republican           |
| James Mullins                | 1867-1869                       | Tennessee      | Republican                    |
| Karl E. Mundt                | 1939-1948                       | South Dakota   | Republican                    |
| Abe Murdock                  | 1933-1941                       | Utah           | Democrat                      |
| John R. Murdock              | 1937-1953                       | Arizona        | Democrat                      |
| Austin J. Murphy             | 1977-1995                       | Pennsylvania   | Democrat                      |
| George W. Murray             | 1893-1895, 1896-1897            | South Carolina | Republican                    |
| Tom J. Murray                | 1943-1966                       | Tennessee      | Democrat                      |
| William F. Murray            | 1911-1914                       | Massachusetts  | Democrat                      |
| William H. Murray            | 1913-1917                       | Oklahoma       | Democrat                      |
| William V. Murray            | 1791-1795                       | Maryland       | Pro-Administrație             |
| William V. Murray            | 1795-1797                       | Maryland       | Federalist                    |
| Harry W. Musselwhite         | 1933-1935                       | Michigan       | Democrat                      |
| Michael J. Myers             | 1976-1980                       | Pennsylvania   | Democrat                      |